# Daniele Rosa
Pour les articles homonymes, voir Rosa.
Daniele (« Daniel ») Rosa, né le 29 octobre 1857 à Suse et mort le 28 avril 1944 à Novi Ligure, est un zoologiste italien, spécialiste des invertébrés.

## Biographie
Il est diplômé de l'université de Turin. Il fut professeur de zoologie à l'université de Modène. 
Il est surtout connu pour sa théorie orthogénétique de l'évolution, appelée hologénèse ou ologénèse (en italien : ologenesi),. Dans sa théorie, Rosa suggère que l'évolution est dirigée de manière interne,. Largement ignorée ou rejetée par les partisans de la synthèse moderne, cette thèse est par la suite récupérée par l'anthropologue raciste et antisémite George Montandon, qui l'associe à un vitalisme farouche pour légitimer son système ethnologique pseudo-scientifique.
Si cette théorie de l'orthogenèse est considérée comme désuète, Rosa n'en a pas moins contribué à des recherches dont les résultats sont toujours valides dans les domaines de la biogéographie et de la cladistique,. Ses travaux de recherche ont notamment influencé le biogéographe Léon Croizat.
Rosa fait notamment œuvre de pionnier en publiant un arbre phylogénétique sous forme de cladogramme en 1918, avant même la formalisation de la systématique cladistique par Willi Hennig en 1950,.
Également actif dans le domaine des langues auxiliaires internationales, Rosa est à l'origine du nov latin, un projet de langue construite publié en 1890 et considéré comme un précurseur du latino sine flexione de Giuseppe Peano.

## Ouvrages
- (it) Daniele Rosa, Ologenesi : Nuova Teoria dell'Evoluzione e della Distribuzione Geografica dei Viventi, Florence, R. Bemporad & figlio, 1918
- Daniel Rosa (Adapté de l'italien par l'auteur), L'Ologenèse : Nouvelle théorie de l'évolution et de la distribution géographique des êtres vivants, Paris, Félix Alcan, 1931, xii + 368